# Clastrieromyia schnacki
Clastrieromyia schnacki är en tvåvingeart som beskrevs av Gustavo R. Spinelli och Eileen D. Grogan 1985. Clastrieromyia schnacki ingår i släktet Clastrieromyia och familjen svidknott.
Artens utbredningsområde är Ecuador. Inga underarter finns listade i Catalogue of Life.